# 1998-as labdarúgó-világbajnokság-selejtező (UEFA – 7. csoport)
Az 1998-as labdarúgó-világbajnokság európai 7. selejtezőcsoportjának mérkőzéseit, és a csoport végeredményét tartalmazó lapja. A csoportban körmérkőzéses, oda-visszavágós rendszerben játszottak egymással a labdarúgó-válogatottak. A csoportelső automatikus résztvevője lett az 1998-as labdarúgó-világbajnokságnak.
A csoportban Belgium, Hollandia, San Marino, Törökország és Wales szerepelt.
Hollandia végzett az első helyen és kijutott az 1998-as világbajnokságra, a második helyet pedig Belgium szerezte meg és pótselejtezőt játszhatott.

## Tabella
| Hely. | Csapat      | M | Gy | D | V | G+ | G– | Gk  | P  | Továbbjutás                          |     | Hollandia | Belgium | Törökország | Wales | San Marino |
| ----- | ----------- | - | -- | - | - | -- | -- | --- | -- | ------------------------------------ | --- | --------- | ------- | ----------- | ----- | ---------- |
| 1.    | Hollandia   | 8 | 6  | 1 | 1 | 26 | 4  | +22 | 19 | Kijutott az 1998-as világbajnokságra |     | —         | 3–1     | 0–0         | 7–1   | 4–0        |
| 2.    | Belgium     | 8 | 6  | 0 | 2 | 20 | 11 | +9  | 18 | Továbbjutott a második fordulóba     |     | 0–3       | —       | 2–1         | 3–2   | 6–0        |
| 3.    | Törökország | 8 | 4  | 2 | 2 | 21 | 9  | +12 | 14 |                                      |     | 1–0       | 1–3     | —           | 6–4   | 7–0        |
| 4.    | Wales       | 8 | 2  | 1 | 5 | 20 | 21 | −1  | 7  |                                      | 1–3 | 1–2       | 0–0     | —           | 6–0   |            |
| 5.    | San Marino  | 8 | 0  | 0 | 8 | 0  | 42 | −42 | 0  |                                      | 0–6 | 0–3       | 0–5     | 0–5         | —     |            |

## Mérkőzések
| 1996. június 2. 20:30 UTC+2 |

| San Marino | 0–5         | Wales                                               |
| ---------- | ----------- | --------------------------------------------------- |
|            | Jegyzőkönyv | Melville 20' Hughes 32' 43' Giggs 50' Pembridge 85' |

| Olimpiai Stadion, Serravalle Nézőszám: 1,613 Játékvezető: Ľuboš Micheľ (szlovák) |

| 1996. augusztus 31. 20:30 UTC+2 |

| Belgium                  | 2–1         | Törökország |
| ------------------------ | ----------- | ----------- |
| Degryse 11' Oliveira 37' | Jegyzőkönyv | Yalçin 56'  |

| Baldvin király Stadion, Brüsszel Nézőszám: 33,024 Játékvezető: David Elleray (angol) |

| 1996. augusztus 31. 15:00 UTC+1 |

| Wales                                                    | 6–0         | San Marino |
| -------------------------------------------------------- | ----------- | ---------- |
| Saunders 1' 74' Hughes 25' 54' Melville 34' Robinson 45' | Jegyzőkönyv |            |

| Cardiff Arms Park, Cardiff Nézőszám: 15,150 Játékvezető: Alain Hamer (luxemburgi) |

| 1996. október 5. 19:00 UTC+1 |

| Wales        | 1–3         | Hollandia                            |
| ------------ | ----------- | ------------------------------------ |
| Saunders 17' | Jegyzőkönyv | van Hooijdonk 72' 75' R. de Boer 79' |

| Cardiff Arms Park, Cardiff Nézőszám: 34,560 Játékvezető: Antonio López Nieto (spanyol) |

| 1996. október 9. 20:30 UTC+2 |

| San Marino | 0–3         | Belgium                    |
| ---------- | ----------- | -------------------------- |
|            | Jegyzőkönyv | Verheyen 11' Nilis 20' 49' |

| Olimpiai Stadion, Serravalle Nézőszám: 1,353 Játékvezető: Gevorg Hovhanniszjan (örmény) |

| 1996. november 9. 20:00 UTC+1 |

| Hollandia                                                            | 7–1         | Wales        |
| -------------------------------------------------------------------- | ----------- | ------------ |
| Bergkamp 21' 72' 78' R. de Boer 32' Jonk 33' F. de Boer 43' Cocu 60' | Jegyzőkönyv | Saunders 38' |

| Philips Stadion, Eindhoven Nézőszám: 26,210 Játékvezető: Vítor Melo Pereira (portugál) |

| 1996. november 10. 20:00 UTC+2 |

| Törökország                                         | 7–0         | San Marino |
| --------------------------------------------------- | ----------- | ---------- |
| Derelioğlu 25' 38' 51' 59' Şükür 56' 63' Sağlam 81' | Jegyzőkönyv |            |

| Ali Sami Yen stadion, Isztambul Nézőszám: 19,654 Játékvezető: Vladimir Antonov (moldáv) |

| 1996. december 14. 20:00 UTC+1 |

| Belgium | 0–3         | Hollandia                                    |
| ------- | ----------- | -------------------------------------------- |
|         | Jegyzőkönyv | Bergkamp 24' Seedorf 29' Jonk 89' (11-esből) |

| Baldvin király Stadion, Brüsszel Nézőszám: 36,953 Játékvezető: Pierluigi Pairetto (olasz) |

| 1996. december 14. 15:00 UTC+1 |

| Wales | 0–0         | Törökország |
| ----- | ----------- | ----------- |
|       | Jegyzőkönyv |             |

| Cardiff Arms Park, Cardiff Nézőszám: 12,500 Játékvezető: Aron Huzu (román) |

| 1997. március 29. 20:00 UTC+1 |

| Hollandia                                         | 4–0         | San Marino |
| ------------------------------------------------- | ----------- | ---------- |
| Kluivert 44' F. de Boer 58' 90' van Hooijdonk 82' | Jegyzőkönyv |            |

| Amsterdam ArenA, Amszterdam Nézőszám: 47,000 Játékvezető: Amit Klein (izraeli) |

| 1997. március 29. 19:00 UTC+1 |

| Wales     | 1–2         | Belgium                  |
| --------- | ----------- | ------------------------ |
| Speed 60' | Jegyzőkönyv | Crasson 24' Staelens 45' |

| Cardiff Arms Park, Cardiff Nézőszám: 14,650 Játékvezető: Christer Fällström (svéd) |

| 1997. április 2. 20:30 UTC+3 |

| Törökország | 1–0         | Hollandia |
| ----------- | ----------- | --------- |
| Şükür 53'   | Jegyzőkönyv |           |

| Atatürk, Bursa Nézőszám: 17,000 Játékvezető: Manuel Díaz Vega (spanyol) |

| 1997. április 30. 20:30 UTC+2 |

| San Marino | 0–6         | Hollandia                                                               |
| ---------- | ----------- | ----------------------------------------------------------------------- |
|            | Jegyzőkönyv | Bergkamp 40' 88' Winter 62' van Hooijdonk 69' F. de Boer 73' Bosman 83' |

| Olimpiai Stadion, Serravalle Nézőszám: 2,832 Játékvezető: Andréasz Jeorjíu (ciprusi) |

| 1997. április 30. 20:30 UTC+3 |

| Törökország    | 1–3         | Belgium              |
| -------------- | ----------- | -------------------- |
| Derelioğlu 35' | Jegyzőkönyv | Oliveira 14' 32' 45' |

| Ali Sami Yen stadion, Isztambul Nézőszám: 21,350 Játékvezető: Bernd Heynemann (német) |

| 1997. június 7. 20:00 UTC+2 |

| Belgium                                                     | 6–0         | San Marino |
| ----------------------------------------------------------- | ----------- | ---------- |
| Staelens 15' 84' Van Meir 26' E.Mpenza 27' 45' Oliveira 33' | Jegyzőkönyv |            |

| Baldvin király Stadion, Brüsszel Nézőszám: 24,000 Játékvezető: Pavlin Jirku (cseh) |

| 1997. augusztus 20. 20:30 UTC+3 |

| Törökország                             | 6–4         | Wales                                          |
| --------------------------------------- | ----------- | ---------------------------------------------- |
| Şükür 5' 37' 77' 82' Akyüz 8' Çetin 61' | Jegyzőkönyv | Blake 18' Savage 20' Saunders 31' Melville 52' |

| Ali Sami Yen stadion, Isztambul Nézőszám: 9,710 Játékvezető: Marek Kowalczyk (lengyel) |

| 1997. szeptember 6. 20:00 UTC+2 |

| Hollandia                          | 3–1         | Belgium                 |
| ---------------------------------- | ----------- | ----------------------- |
| Stam 32' Kluivert 54' Bergkamp 84' | Jegyzőkönyv | Staelens 67' (11-esből) |

| De Kuip, Rotterdam Nézőszám: 48,000 Játékvezető: Kim Milton Nielsen (dán) |

| 1997. szeptember 10. 20:30 UTC+2 |

| San Marino | 0–5         | Törökország                                             |
| ---------- | ----------- | ------------------------------------------------------- |
|            | Jegyzőkönyv | Gobbi 27' (öngól) Erdem 30' 81' Şükür 74' Mandirali 78' |

| Olimpiai Stadion, Serravalle Nézőszám: 947 Játékvezető: Szerhij Tatuljan (ukrán) |

| 1997. október 11. 20:00 UTC+2 |

| Hollandia | 0–0         | Törökország |
| --------- | ----------- | ----------- |
|           | Jegyzőkönyv |             |

| Amsterdam ArenA, Amszterdam Nézőszám: 48,000 Játékvezető: Leif Sundell (svéd) |

| 1997. október 11. 20:00 UTC+2 |

| Belgium                                          | 3–2         | Wales                              |
| ------------------------------------------------ | ----------- | ---------------------------------- |
| Staelens 4' (11-esből) Claessens 32' Wilmots 39' | Jegyzőkönyv | Pembridge 53' (11-esből) Giggs 66' |

| Baldvin király Stadion, Brüsszel Nézőszám: 18,233 Játékvezető: Vítor Melo Pereira (portugál) |

## Góllövőlista
| 8 gólos - Hakan Şükür 7 gólos - Dennis Bergkamp 5 gólos - Luis Oliveira - Lorenzo Staelens - Oktay Derelioğlu - Dean Saunders 4 gólos - Frank de Boer - Pierre van Hooijdonk - Mark Hughes 3 gólos - Andy Melville 2 gólos - Émile Mpenza - Luc Nilis - Ronald de Boer - Wim Jonk - Patrick Kluivert - Arif Erdem - Ryan Giggs - Mark Pembridge | 1 gólos - Gert Claessens - Bertrand Crasson - Marc Degryse - Eric Van Meir - Gert Verheyen - Marc Wilmots - John Bosman - Phillip Cocu - Clarence Seedorf - Jaap Stam - Aron Winter - Saffet Ayküz - Oğuz Çetin - Hami Mandirali - Ertuğrul Sağlam - Sergen Yalçın - Nathan Blake - John Robinson - Robbie Savage - Gary Speed 1 öngólos - Luca Gobbi (Törökország ellen) |